# 백계룡
백계룡(白啓龍, 1945년 ~ )은 조선민주주의인민공화국의 정치인이다. 현재, 강원도 당위원회 책임비서이며, 조선로동당 중앙위원회 후보위원이다.

## 경력
1945년에 태어났다. 1994년 평양시 중화군 당위원회 책임비서를 거쳐 1999년 강원도 당위원회 비서를 지냈다. 2000년 10월, 인민보안성 정치국 부국장을 거쳐, 2008년에 임업성 당 비서를 지낸 후 강원도 당위원회 책임비서가 되었다. 2010년 9월에 열린 조선로동당 제3차 대표자회에서 당중앙위원회 후보위원에 선임되었다.

## 기타
2010년 4월 김중린, 2010년 11월 조명록 사망시 국가장의위원회 위원을 맡았다.